# Ibrahim Cissoko
Ibrahim Cissoko (Nijmegen, 26 maart 2003) is een Nederlandse professioneel voetballer met Guinese roots die bij voorkeur als aanvaller speelt. Hij verruilde in de zomer van 2023 N.E.C. voor Toulouse FC, dat hem in het seizoen 2025/26 verhuurde aan Bolton Wanderers FC.

## Clubcarrière

### N.E.C.
Cissoko begon met voetballen bij VV Union en kwam in 2011 in de gezamenlijke jeugdopleiding van VVV-Venlo en Helmond Sport. In 2013 stapte hij over naar de Vitesse Voetbal Academie. In 2016 kwam hij terecht in de jeugd van N.E.C.. Op 10 juli 2021 werd Cissoko door FC Dordrecht gepresenteerd als nieuwe speler. De technisch directeur van N.E.C., Ted van Leeuwen, gaf een dag later aan dat dit voorbarig was maar dat het wel de bedoeling was dat Cissoko transfervrij zou overstappen naar Dordrecht met een doorverkooppercentage. De transfer ging echter niet door en Cissoko sloot aan bij het onder 21 team van de Nijmegenaren. Bij N.E.C. debuteerde hij op 29 april 2022 in de met 1-0 verloren wedstrijd tegen FC Utrecht. Hij viel na 82 minuten in voor Souffian El Karouani. Op 8 mei 2022 maakte Cissoko zijn eerste treffer in de Eredivisie. De aanvaller scoorde in de blessuretijd van de tweede helft de winnende treffer tegen Go Ahead Eagles (1-0).
In zijn eerste volledige seizoen zat hij elke wedstrijd bij de selectie. Hij speelde 27 wedstrijden en scoorde daarin twee keer. Hij kwam echter voornamelijk als invaller op het veld. In totaal speelde Cissoko 32 wedstrijden voor N.E.C., waarin hij goed was voor drie goals.

### Toulouse
Op 8 juni 2023 werd bekend dat Toulouse een principeakkoord bereikt met N.E.C. over de transfer van Cissoko. De Franse club legde 3 miljoen euro voor de aanvaller neer, waarmee hij de topdrie van hoogste uitgaande transfers van N.E.C. binnentrad, achter Björn Vleminckx en Jasper Cillessen. Hij ging bij Toulouse spelen met rugnummer 10. Hij begon met een valse start bij Toulouse, omdat hij er bijna drie maanden uitlag met een gebroken middenvoetsbeentje. Op 5 november 2023 maakte hij tegen Le Havre zijn debuut voor de club. Op 3 december tegen FC Lorient stond hij voor het eerst in de basis. Elf dagen later maakte hij zijn debuut in de Europa League. Op 28 april 2024 scoorde hij als invaller tegen FC Lorient zijn eerste doelpunt voor de club. Het was het winnende doelpunt in een 2-1 overwinning. Hij kwam tot vijftien wedstrijden in zijn eerste seizoen. 

### Plymouth Argyle
In de zomer van 2024 werd Cissoko voor een seizoen verhuurd aan Plymouth Argyle, dat in de Championship uitkwam. Op 11 augustus maakte hij tegen Sheffield Wednesday zijn debuut voor Plymouth. Een week later scoorde hij tegen Hull City zijn eerste doelpunt voor de club. Op 27 september scoorde hij twee goals in een 3-1 overwinning op Luton Town. Vervolgens was hij twee maanden afwezig door een rode kaart en een liesoperatie. Vervolgens was hij geen basisspeler meer. 

### Sheffield Wednesday
In de winter van 2025 werd hij door Toulouse uitgeleend aan een andere Championship-club, Sheffield Wednesday. Voor die club maakte hij op 12 februari tegen Swansea City zijn debuut. Hij speelde vijf wedstrijden voor de club, zonder te scoren.

### Bolton Wanderers
Na een halfjaar in Sheffield werd Cissoko in de zomer van 2025 voor een derde keer verhuurd, ditmaal aan Bolton Wanderers.

## Clubstatistieken
| Seizoen                                 | Club                  | Competitie      | Competitie | Competitie | Beker | Beker | Overig | Overig | Totaal | Totaal |
| Seizoen                                 | Club                  | Competitie      | Wed.       | Dlp.       | Wed.  | Dlp.  | Wed.   | Dlp.   | Wed.   | Dlp.   |
| --------------------------------------- | --------------------- | --------------- | ---------- | ---------- | ----- | ----- | ------ | ------ | ------ | ------ |
| 2021/22                                 | N.E.C.                | Eredivisie      | 4          | 1          | 0     | 0     | —      | —      | 4      | 1      |
| 2022/23                                 | N.E.C.                | Eredivisie      | 26         | 2          | 2     | 0     | —      | —      | 28     | 2      |
| 2023/24                                 | Toulouse              | Ligue 1         | 11         | 1          | 3     | 0     | 1      | 0      | 15     | 1      |
| 2024/25                                 | → Plymouth Argyle     | Championship    | 13         | 3          | 2     | 0     | —      | —      | 15     | 3      |
| 2024/25                                 | → Sheffield Wednesday | Championship    | 5          | 0          | 0     | 0     | —      | —      | 5      | 0      |
| 2025/26                                 | → Bolton Wanderers    | Championship    | 0          | 0          | 0     | 0     | 0      | 0      | 0      | 0      |
| Carrière totaal                         | Carrière totaal       | Carrière totaal | 59         | 7          | 7     | 0     | 1      | 0      | 67     | 7      |
| Bijgewerkt tot en met 14 augustus 2025. |                       |                 |            |            |       |       |        |        |        |        |